# Osyridicarpos schimperianus
Osyridicarpos schimperianus är en sandelträdsväxtart som först beskrevs av Ferdinand von Hochstetter och Achille Richard, och fick sitt nu gällande namn av A. Dc.. Osyridicarpos schimperianus ingår i släktet Osyridicarpos och familjen sandelträdsväxter. Inga underarter finns listade i Catalogue of Life.